# H. R. Gross

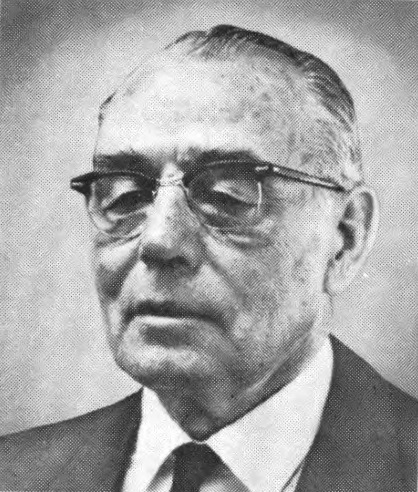
H. R. Gross (1971)

Harold Royce „H. R.“ Gross (* 30. Juni 1899 in Arispe, Union County, Iowa; † 22. September 1987 in Washington, D.C.) war ein US-amerikanischer Politiker. Zwischen 1949 und 1975 vertrat er den  Bundesstaat Iowa im US-Repräsentantenhaus.

## Werdegang
H. R. Gross besuchte die öffentlichen Schulen seiner Heimat und diente dann 1916 als Soldat einer Artillerieeinheit an der Grenze zu Mexiko. Während des Ersten Weltkrieges war er von 1917 bis 1919 als Soldat der US-Armee in Europa eingesetzt. Nach dem Krieg besuchte er das Iowa State College und die University of Missouri, an der er Journalismus studierte.
Zwischen 1921 und 1935 war Gross als Reporter für verschiedene Zeitungen tätig. Danach arbeitete er von 1935 bis 1948 als Nachrichtensprecher und Kommentator für den Rundfunk. Politisch war er Mitglied der Republikanischen Partei. Im Jahr 1940 bewarb er sich erfolglos um die Nominierung seiner Partei für die Gouverneurswahlen. 1968 war er Delegierter zur Republican National Convention in Miami Beach, auf der Richard Nixon als Präsidentschaftskandidat nominiert wurde.
Bei den Kongresswahlen des Jahres 1948 wurde er im dritten Wahlbezirk von Iowa in das US-Repräsentantenhaus in Washington gewählt. Dort trat er am 3. Januar 1949 die Nachfolge von John W. Gwynne an, den er in den Vorwahlen seiner Partei geschlagen hatte. Nach zwölf Wiederwahlen konnte er bis zum 3. Januar 1975 13 zusammenhängende Legislaturperioden im Kongress absolvieren. Er galt als Anhänger einer sparsamen Regierungspolitik und stimmte oft gegen seiner Meinung nach zu teure Regierungsprogramme. Dabei nahm er auch auf seine Partei nicht immer Rücksicht.
Während seiner Zeit im Kongress erlebte die Bürgerrechtsbewegung ihren Höhepunkt. Andere Ereignisse während seiner aktiven Zeit im US-Repräsentantenhaus waren der Vietnamkrieg, die erste Mondlandung und die Watergate-Affäre. Außerdem wurden in dieser Zeit die Verfassungszusätze 22 bis 26 verabschiedet. Im Jahr 1974 verzichtete H. R. Gross auf eine weitere Kandidatur. Er zog sich aus der Politik zurück und verbrachte seinen Lebensabend in Arlington. Er starb am 22. September 1987 in der Bundeshauptstadt Washington und wurde auf dem Nationalfriedhof Arlington beigesetzt. H. R. Gross war seit 1929 mit Hazel Webster verheiratet, mit der er zwei Söhne hatte.